# Korobowo (rejon wołogodzki)
Korobowo (ros. Коробово) – wieś w Rosji, w rejonie wołogodzkim obwodu wołogodzkiego. W 2010 r. liczyła 126 mieszkańców.